# Liechtenstein na Zimowych Igrzyskach Olimpijskich 1972
Liechtenstein na Zimowych Igrzyskach Olimpijskich 1972 reprezentowało czworo zawodników - trzech mężczyzn i jedna kobieta. Wystartowali oni w konkurencjach alpejskich i saneczkarstwie.

## Kadra

### Narciarstwo alpejskie

#### Mężczyźni
| Zawodnik       | Konkurencja | Konkurencja | Konkurencja         | Konkurencja         | Konkurencja   | Konkurencja   | Konkurencja                 | Konkurencja                 | Konkurencja                 | Konkurencja                 |
| Zawodnik       | Zjazd       | Zjazd       | Slalom gigant       | Slalom gigant       | Slalom gigant | Slalom gigant | Slalom specjalny            | Slalom specjalny            | Slalom specjalny            | Slalom specjalny            |
| Zawodnik       | Czas        | Pozycja     | Czas 1-go przejazdu | Czas 2-go przejazdu | Czas łączny   | Pozycje       | Czas 1-go przejazdu         | Czas 2-go przejazdu         | Czas łączny                 | Pozycja                     |
| -------------- | ----------- | ----------- | ------------------- | ------------------- | ------------- | ------------- | --------------------------- | --------------------------- | --------------------------- | --------------------------- |
| Herbert Marxer | 1:55,90     | 26.         | 1:38,13             | 1:41,57             | 3:19,70       | 24.           | Nie ukończył 1-go przejazdu | Nie ukończył 1-go przejazdu | Nie ukończył 1-go przejazdu | Nie ukończył 1-go przejazdu |
| Willi Frommelt | 1:57,58     | 30.         | 1:35,71             | 1:42,94             | 3:18,65       | 22.           | Dyskwalifikacja             | Nie ukończył konkurencji    | Nie ukończył konkurencji    | Nie ukończył konkurencji    |

#### Kobiety
| Zawodniczka  | Konkurencja | Konkurencja | Konkurencja   | Konkurencja   | Konkurencja         | Konkurencja         | Konkurencja      | Konkurencja      |
| Zawodniczka  | Zjazd       | Zjazd       | Slalom gigant | Slalom gigant | Slalom specjalny    | Slalom specjalny    | Slalom specjalny | Slalom specjalny |
| Zawodniczka  | Czas        | Pozycja     | Czas          | Pozycja       | Czas 1-go przejazdu | Czas 2-go przejazdu | Czas łączny      | Pozycja          |
| ------------ | ----------- | ----------- | ------------- | ------------- | ------------------- | ------------------- | ---------------- | ---------------- |
| Marta Bühler | 1:40,06     | 10.         | 1:33,15       | 10.           | 50,65               | 51,04               | 1:41,69          | 18.              |

### Saneczkarstwo

#### Mężczyźni
| Zawodnik    | Konkurencja | Ślizg 1 | Ślizg 2 | Ślizg 3 | Ślizg 4 | Łącznie | Pozycja |
| ----------- | ----------- | ------- | ------- | ------- | ------- | ------- | ------- |
| Werner Sele | Jedynki     | 56,39   | 56,04   | 55,03   | 54,92   | 3:42,38 | 39.     |